# Округ Станислав
Округ Станислав (нем. Bezirk Stanislau, Станиславовский уезд, пол. Powiat stanisławowski) — административная единица коронной земли Королевства Галиции и Лодомерии в составе Австро-Венгрии, существовавшая в 1867—1918 годах. Административный центр — Станислав (ныне Ивано-Франковск).
Площадь округа в 1879 году составляла 8,3676 квадратных миль (481,47 км2), а население — 75 852 человек. Округ насчитывал 75 населённых пунктов, организованные в 62 кадастровых муниципалитета. На территории округа действовало 2 районных суда — в Станиславе и Галиче.
После Первой мировой войны округ вместе со всей Галицией отошёл к Польше.